# Академия за обществени науки и социално управление
Академията за обществени науки и социално управление, известна и със съкращението АОНСУ, е бивша научна академия и висше училище в областта на обществените науки и управление със седалище в София, България през 1970-те и 1980-те години.
Подготвяла е висши управленски кадри за държавната и местната администрация, стопанството, БКП и обществени организации в България, както и за чужбина. Научните изследвания са били съсредоточени в институтите на Академията. Обучението е организирано в двегодишни редовни и тригодишни задочни курсове (за лица с висше образование и поне 2 години трудов стаж), специализирани годишни курсове, краткосрочни курсове (от 10 дни до 6 месеца).

## История
Води началото си от Висшата партийна школа (ВПШ) на ЦК на БКП, създадена (1945) като Централна партийна школа и преименувана на Висша партийна школа „Станке Димитров“ (1957). ВПШ е преобразувана в Академия за обществени науки и социално управление през 1969 г. Академията е закрита през 1990 г.
От януари 1986 до януари 1990 г. ректор на Академията е известният деец на БКП Станиш Бонев.

## Структура
В състава си АОНСУ е включвала:
- Институт по марксизъм-ленинизъм – директор проф. Асен Кътов
- Център по икономика – директор проф. Васил Мишев
- Център по партийно строителство – директор проф. Рачко Рачков
- Център по идеология – директор проф. Васил Момов
- Център за управление на ръководни кадри
- Център за теория и управление на идеологическия процес[4]
- Институт по история на БКП – директор Давид Елазар
- Институт за съвременни социални теории – директор проф. Александър Лилов
- Институт за социално управление – директори доц. Емил Христов, доц. Огнян Панов
- Междуокръжна партийна школа

## Сграден фонд
За нуждите на Академията е изграден учебно-научен комплекс (с общежитие и заведения за хранене) в столичния квартал Овча купел, с филиали и поделения в областни и по-малки градове. След радикалните политически промени в страната в края на 1980-те години сградният фонд е разпределен за ползване от стари и нови академични учреждения:
- в София – Нов български университет, Франкофонски институт по администрация и управление,
- в Пловдив – Филиал на Техническия университет в София,
- във Варна – Варненски свободен университет „Черноризец Храбър“,
- в Русе – Русенски университет „Ангел Кънчев“,
- в Бургас – Бургаски свободен университет и др.